# تاکایوکی یوشیدا
تاکایوکی یوشیدا (به ژاپنی: 吉田 孝行، زاده ۱۴ مارس ۱۹۷۷) بازیکن و مربی فوتبال اهل ژاپن است. وی سرمربی فعلی ویسل کوبه است.
از جمله باشگاه‌هایی که او در آن‌ها بازی کرده است میتوان به یوکوهاما مارینوس و ویسل کوبه اشاره کرد.وی در زمان بازی در پست هافبک و مهاجم بازی می کرد.
وی در سال ۲۰۲۳ با  باشگاه فوتبال ویسل کوبه به مقام قهرمانی در جی لیگ ژاپن رسید.